# Силденафил
Силденафилът е органично съединение, използвано в медицината за лечение на еректилна дисфункция.

## Описание
Силденафилът представлява бял кристален прах с разтворимост във вода 3,5 mg/ml. Действа, като потиска ензима cGMP специфична фосфодиестераза тип 5. При сексуална възбуда обикновено се освобождава азотен оксид в пещеристите тела на пениса. Азотният оксид активира гуанилат циклазата, като резултат нивата на цикличния гуанозинмонофосфат се увеличават, гладките мускули на пещеристите тела се отпускат и се засилва притокът на кръв към тях. Силденафилът работи пасивно, като засилва ефекта на азотния оксид.
Силденафилът се усвоява сравнително бързо и започва да действа до около 60 минути след приема. Ако пациентът е консумирал мазни храни, ефектът може да се забави.
Лечението на еректилна дисфункция рядко предизвиква странични ефекти, тъй като препаратът се приема за кратък период от време. Ако обаче се приема редовно заради други заболявания, може да предизвика главоболие, замаяност, горещи вълни и лошо храносмилане.
При проучвания върху животни не е открит канцерогенен ефект и не са отчетени нарушения на плодовитостта. Единична доза от 100 mg при здрави доброволци не води до промяна в подвижността или структурата на сперматозоидите.

## Други приложения
Силденафилът се използва и за лечение на белодробна хипертония.